# Musketeers - Moschettieri
Musketeers - Moschettieri (La Femme Musketeer) è un film televisivo del 2004 diretto da Steve Boyum e ispirato ai personaggi protagonisti del romanzo I tre moschettieri di Alexandre Dumas. Tra gli interpreti principali figurano Michael York, Nastassja Kinski, Christopher Cazenove, Susie Amy e Gérard Depardieu nel ruolo del cardinale Mazzarino.

## Trama
Francia, 1660. Sotto il dominio di Re Luigi XIV, monarca assoluto, conosciuto come il "Re Sole", il cardinale Giulio Mazzarino, suo segretario di Stato, sta tramando un piano per sopraffare il sovrano, farlo cadere dal trono e dominare l'intera nazione. Il cardinale, con la complicità della perfida ma affascinante Lady Bolton, riesce a strappare all'ingenuo duca di Buckingham una compromettente lettera scritta dal padre del nobile inglese, nella quale egli rivelava di essere l'amante della Regina Anna d'Austria, madre di Re Luigi: il Re di Francia potrebbe essere figlio di un duca inglese e per questo potrebbe perdere la corona. Nello stesso tempo, la splendida Valentine, figlia del famoso moschettiere Jacques D'Artagnan, dopo aver superato i duri allenamenti e duelli organizzati dal padre, parte alla volta di Parigi per arruolarsi nei moschettieri. Il corpo della guardia reale è comandato dal comandante Lorenze Finot, uomo anziano e tradizionalista, nonostante la giovane sia assai in gamba e abilissima nel combattimento a causa della misoginia e del nonnismo dell'anziano capitano, Valentine non viene accettata nei ranghi dei moschettieri. Incontrerà così i figli dei tre moschettieri amici e compagni di avventura del padre e assieme a questi salverà la corona francese dalle perfide mani del cardinale e di Lady Bolton.